# Carl Weber
Carl Eugène Marie Hubert Apolinarius Ferdinand Weber (Keulen, 18 oktober 1820 - Roermond, 21 maart 1908) was een Duits architect die vooral in Nederland werkzaam was. Hij is vooral van belang vanwege zijn kerken in neogotische en neoromanogotische stijl. Hij noemde zich tot 1860 Carl of Karl. Eenmaal gevestigd in Roermond noemde hij zich Charles of Karel.

## Biografie
Weber groeide op in Keulen. Waar hij zijn opleiding tot architect heeft gevolgd is niet bekend. Omdat de kerkelijke architectuur in het bisdom Keulen indertijd werd gedomineerd door Vincenz Statz richtte Weber al vroeg zijn aandacht op de Nederlandse provincie Limburg, waar hij vanaf 1846 regelmatig verbleef, al bleef hij officieel gevestigd in zijn geboortestad. In 1850 verbouwde hij de kerk van Panningen tot een zogenaamde 'Stufenhalle', een Rijnlands type hallenkerk. Dit type kerk, waarbij de zijbeuken iets lager zijn dan het middenschip en de drie beuken bedekt worden door een enkel zadeldak, zou Weber hierna nog meerdere malen bouwen. De eerste geheel door hemzelf ontworpen kerk was die van Amstenrade, overigens de allereerste neogotische kerk in de provincie.

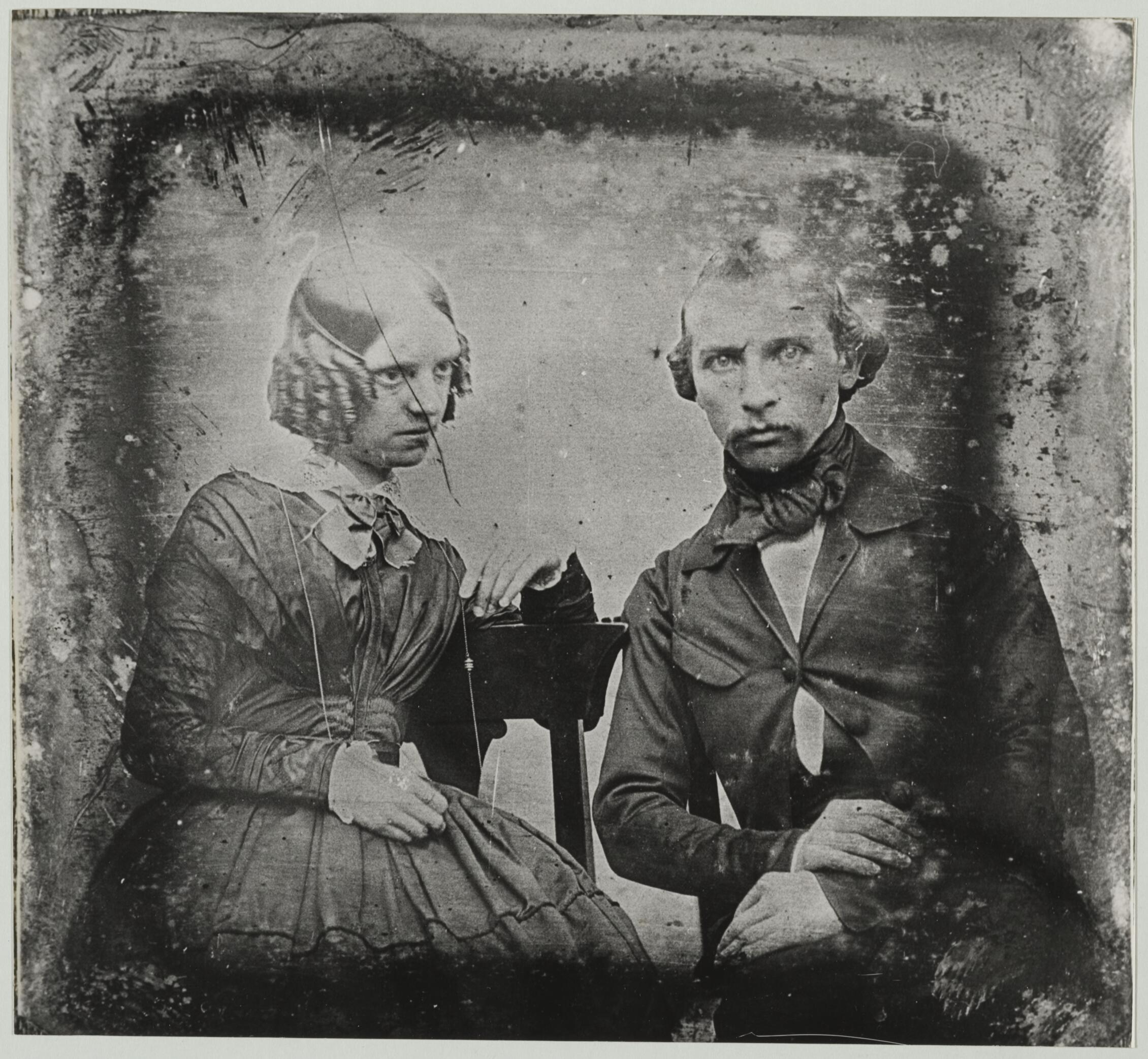
Portret van Carl Weber en zijn eerste vrouw, Emily of Stratford. Roermond, GAR.

Nadat in 1850 zijn eerste vrouw was overleden hertrouwde hij in 1857 en vestigde hij zich in Roermond, waar hij moest concurreren met de daar gevestigde architect Pierre Cuypers. Weber was aanvankelijk samen met Cuypers een van de toonaangevende architecten van kerken in het zuidelijke deel van Nederland. In het conflict rond de restauratie van de Munsterkerk in Roermond schaarde Weber zich aan de zijde van de tegenstanders van Cuypers' plannen. In tegenstelling tot Cuypers zou Webers werkgebied altijd beperkt blijven tot de bisdommen Roermond (Limburg) en 's-Hertogenbosch (oostelijk Noord-Brabant en zuidelijk Gelderland); de enige uitzondering is de inmiddels weer verdwenen kerk te Franeker. Weber dankte zijn succes voor een groot deel aan zijn goede samenwerking met het Ministerie van Waterstaat, dat tot 1875 verantwoordelijk was voor het toezicht op de bouw van kerken. Nadat aan deze bemoeienis een einde was gekomen, daalde ook de ster van Weber in Limburg.

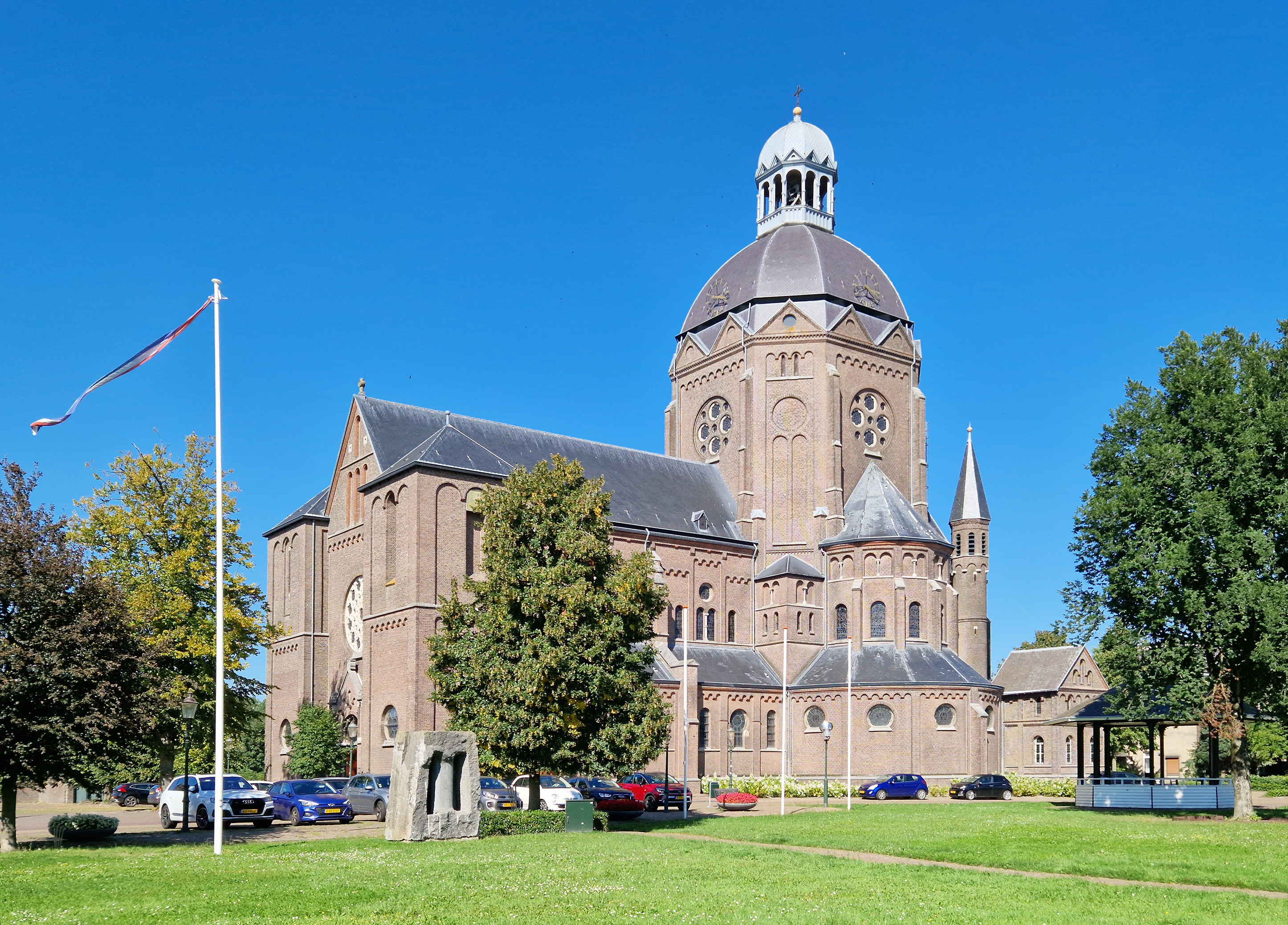
Sint-Bavokerk in Raamsdonk

Aanvankelijk werkte Weber in neogotische stijl. Hij was hierbij in tegenstelling tot Cuypers geen purist; hoewel Weber net als Cuypers de gotiek had bestudeerd en de grondslagen daarvan begreep had hij bijvoorbeeld geen enkel bezwaar tegen stucgewelven. Rond 1880 begon Weber te werken in neoromanogotische stijl. Belangrijke werken uit deze periode zijn de koepelkerken in Raamsdonk, Uden en Geldrop en Lierop. De laatste heeft nagenoeg haar volledige interieur bewaard en wordt, ondanks haar bescheiden afmetingen, als de meest geslaagde van deze typische "Weberkerken" beschouwd. Webers laatste werk was het ontwerp uit 1893 voor een torenspits voor de kathedraal van Roermond. Hierna maakte een oogaandoening hem het werken onmogelijk.
Weber bouwde in totaal 33 kerken, waarvan er inmiddels veel zijn verdwenen. De kerken in Lage Zwaluwe, Nieuwkuijk, Raamsdonksveer en Zevenbergschen Hoek raakten in de Tweede Wereldoorlog zwaar beschadigd en werden daarna gesloopt. De kerk van Cromvoirt kwam er beter vanaf en verloor alleen het bovendeel van de toren. Voor de oorlog sneuvelden al de kerken te Steyl, Valkenswaard en Lutterade. Tijdens de jaren zestig werden de kerken te Geertruidenberg, Franeker en Montfort gesloopt; die in Heesch ging in vlammen op. De kerk te Vught werd, ondanks de status van Rijksmonument, sinds 2004 met sloop bedreigd. De kerk is inmiddels gerestaureerd van buiten en is binnenin verbouwd in 2018 tot ontmoetingscentrum DePetrus met bibliotheek en welzijnsvoorzieningen welk ontwerp tot internationale aandacht heeft geleid. Veel van de resterende kerken werden door andere architecten verbouwd. Behalve kerken ontwierp Weber enkele kloosters, scholen en het in 1966 gesloopte stadhuis van Sittard.

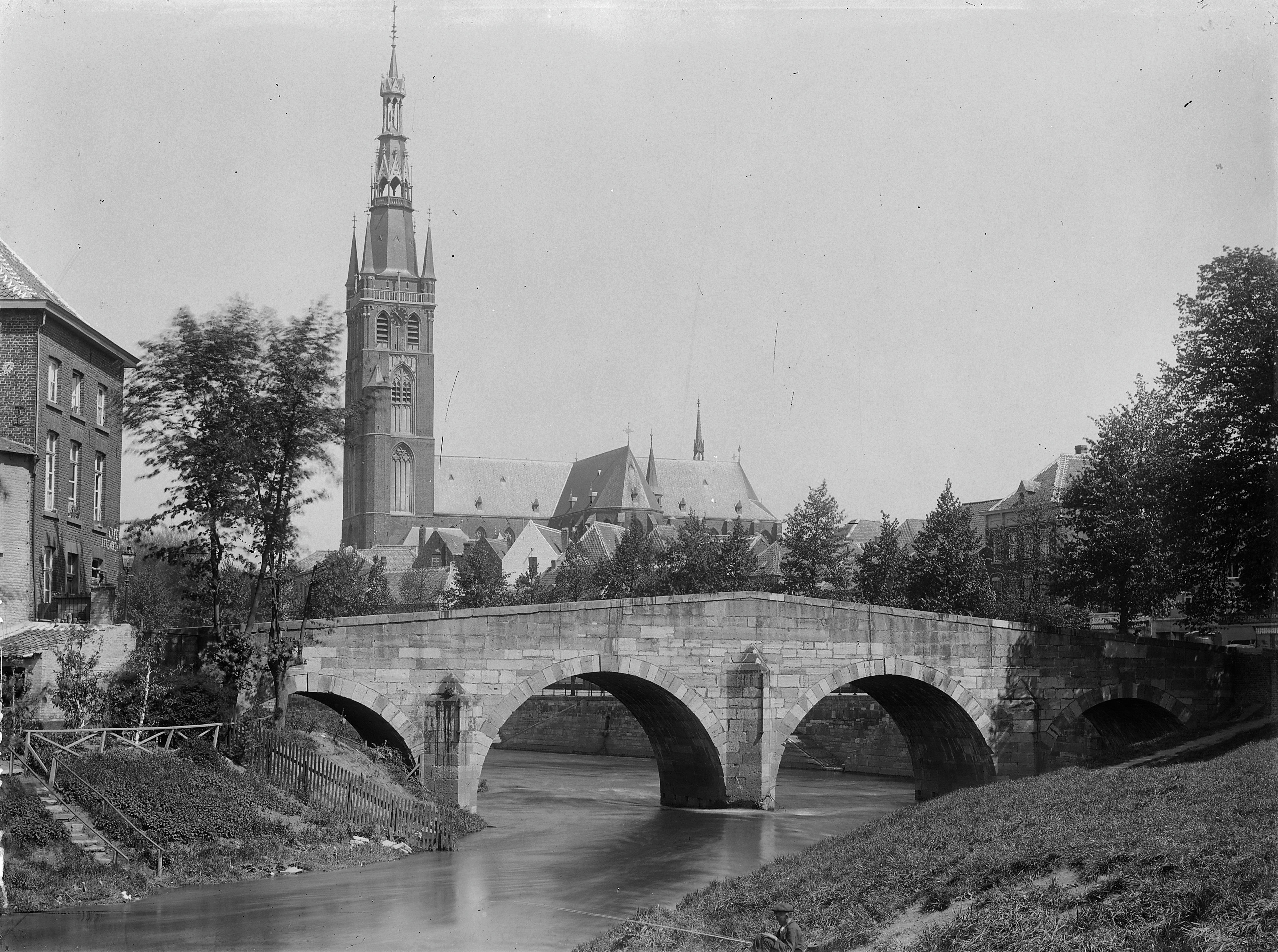
Sint-Christoffelkathedraal in Roermond met de door Weber ontworpen torenspits